# Elektroncsöves erősítő

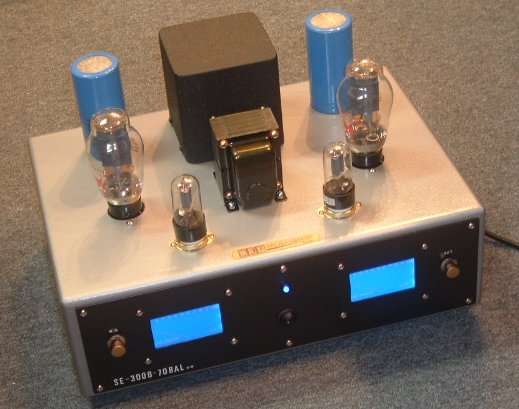
Egy 300B félvezetős hibrid erősítő

Az elektroncsöves vagy szimplán csak csöves erősítő az erősítők egy olyan fajtája, mely az amplitúdó vagy jelerősség növelésére elektroncsöveket használ. A mikrohullámú frekvenciák alatti tartományokra épített alacsony és közepes erősségű elektroncsöves erősítőket az 1960-as és 1970-es években nagyrészt felváltották a félvezetős elektronikával készített csöves erősítők. Az elektroncsöves jelerősítők felhasználási területei többek között a gitárerősítők, a műholdas jeladók (például a DirecTV és a GPS), hangtechnikai rendszerek, katonai berendezések (mint a radar), valamint nagyfrekvenciájú rádió és televízió átjátszóállomások.

## Fordítás
Ez a szócikk részben vagy egészben  a   Valve amplifier című angol Wikipédia-szócikk fordításán alapul.  Az eredeti cikk szerkesztőit annak laptörténete sorolja fel. Ez a jelzés csupán a megfogalmazás eredetét és a szerzői jogokat jelzi, nem szolgál a cikkben szereplő információk forrásmegjelöléseként.